# Palacio de los Bancos
El Palacio de los Bancos (del italiano: Palazzo dei Banchi) es un edificio histórico de Bolonia, situado en la Plaza Mayor, al lado de la Basílica de San Petronio. En el lado oriental de la plaza se desarrollaban las operaciones de cambio de moneda y los locales, ocupados por los banqueros de los siglos XV y XVI, hoy son sede de algunos de los negocios más elegantes de la ciudad.

## Historia
Construido en 1412, fue completado en 1568 por el arquitecto Jacobo Barozzi (llamado el Vignola), quien se ocupó de la actual fachada y del aporticado. De aquí parte el pórtico más famoso, il Pavaglione, que une la Piazza Maggiore con el Palazzo dell'Archiginnasio, primera sede de la Universidad de Bolonia. La solución arquitectónica adoptada garantiza la característica única del entramado urbano dominado por puertas y pórticos que siempre ha distinguido a Bolonia. 
La majestuosa cúpula que se entrevé atrás del palacio forma parte de la Iglesia de Santa Maria della Vita, donde también encontramos el antiguo Mercato di Mezzo, una multitud de callejones donde se sitúa, desde la Edad Media, un mercado de productos típicos y artesanales.

## Galería de imágenes

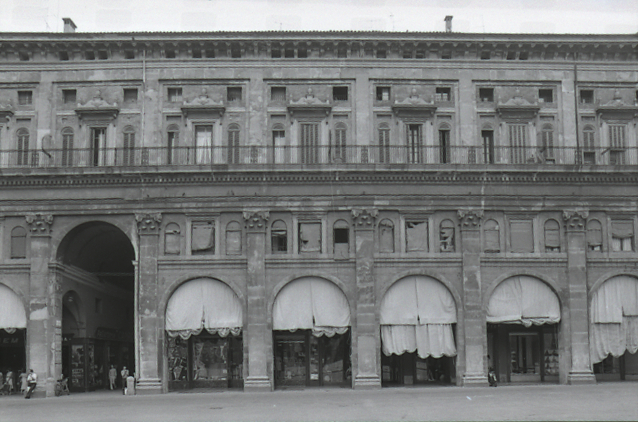
Detalle de la fachada. Foto de Paolo Monti, 1979
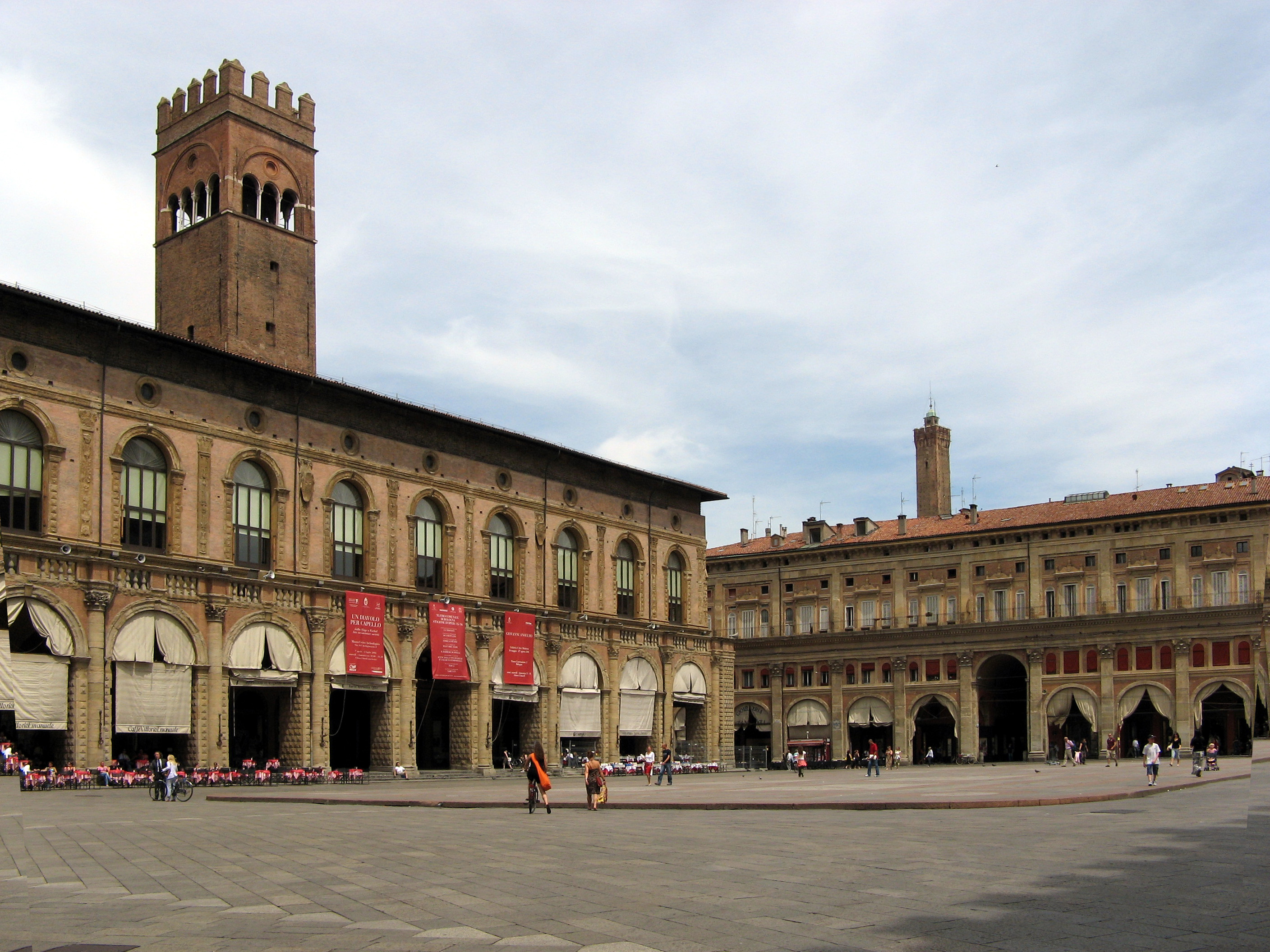
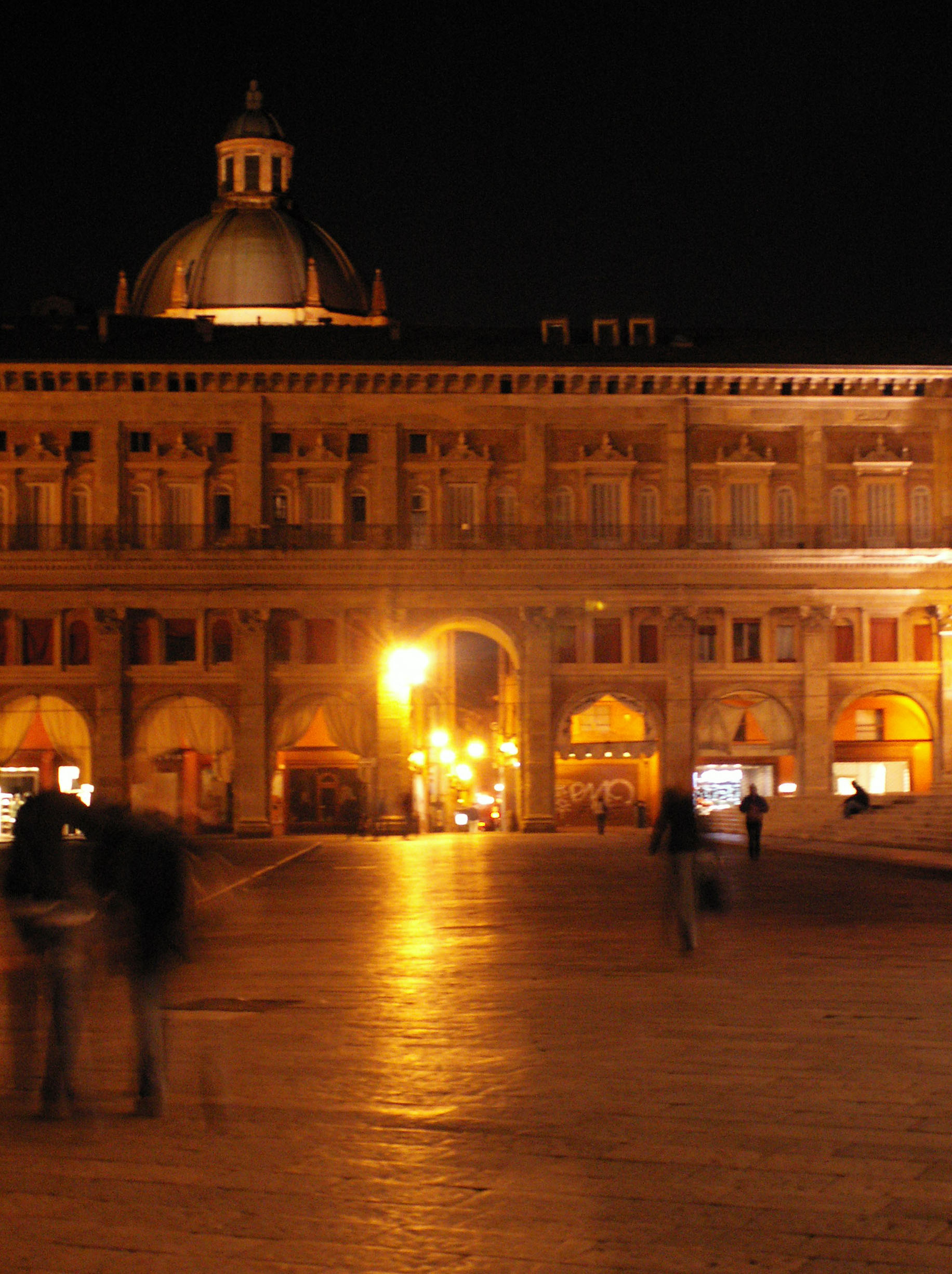
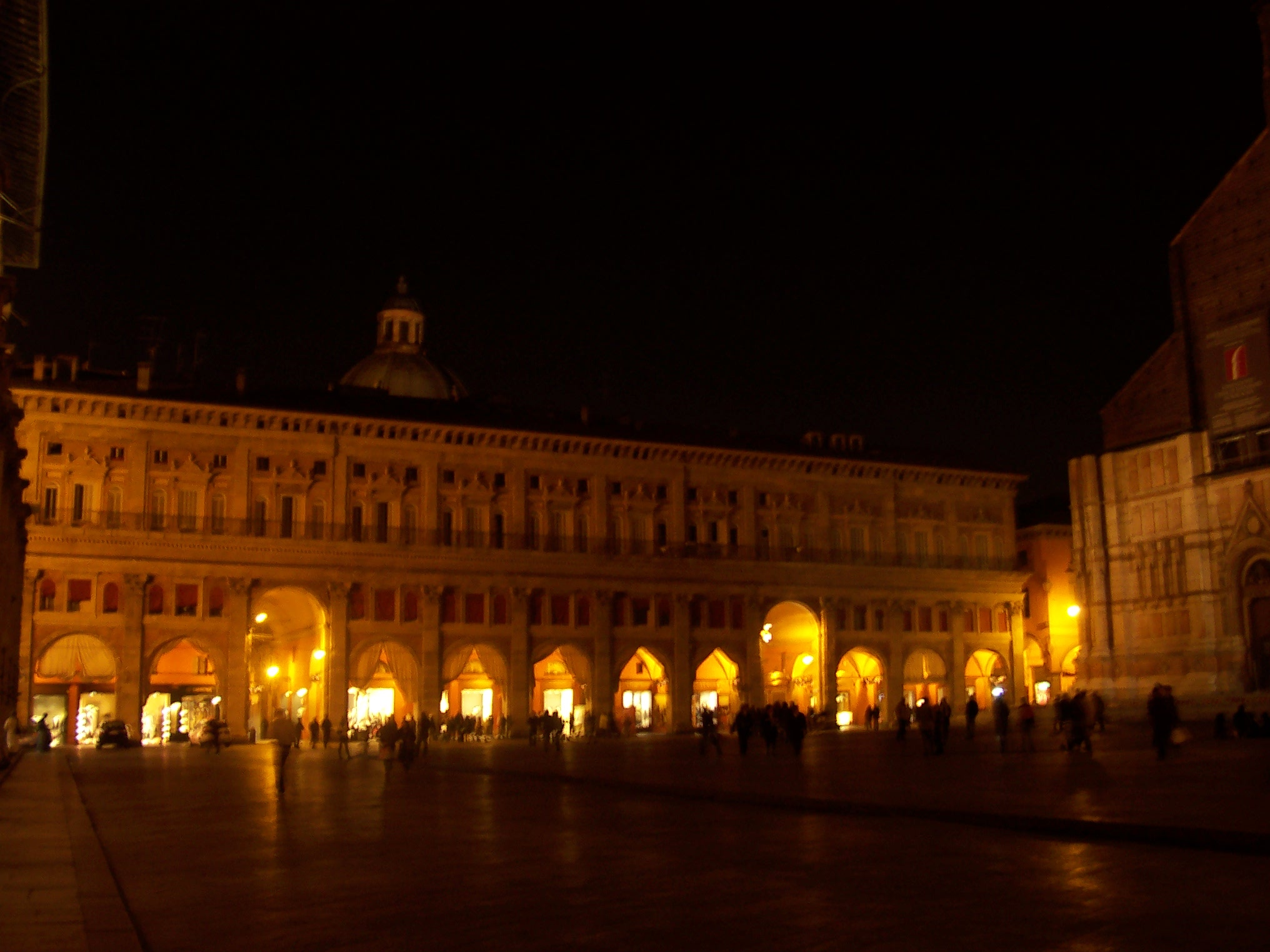
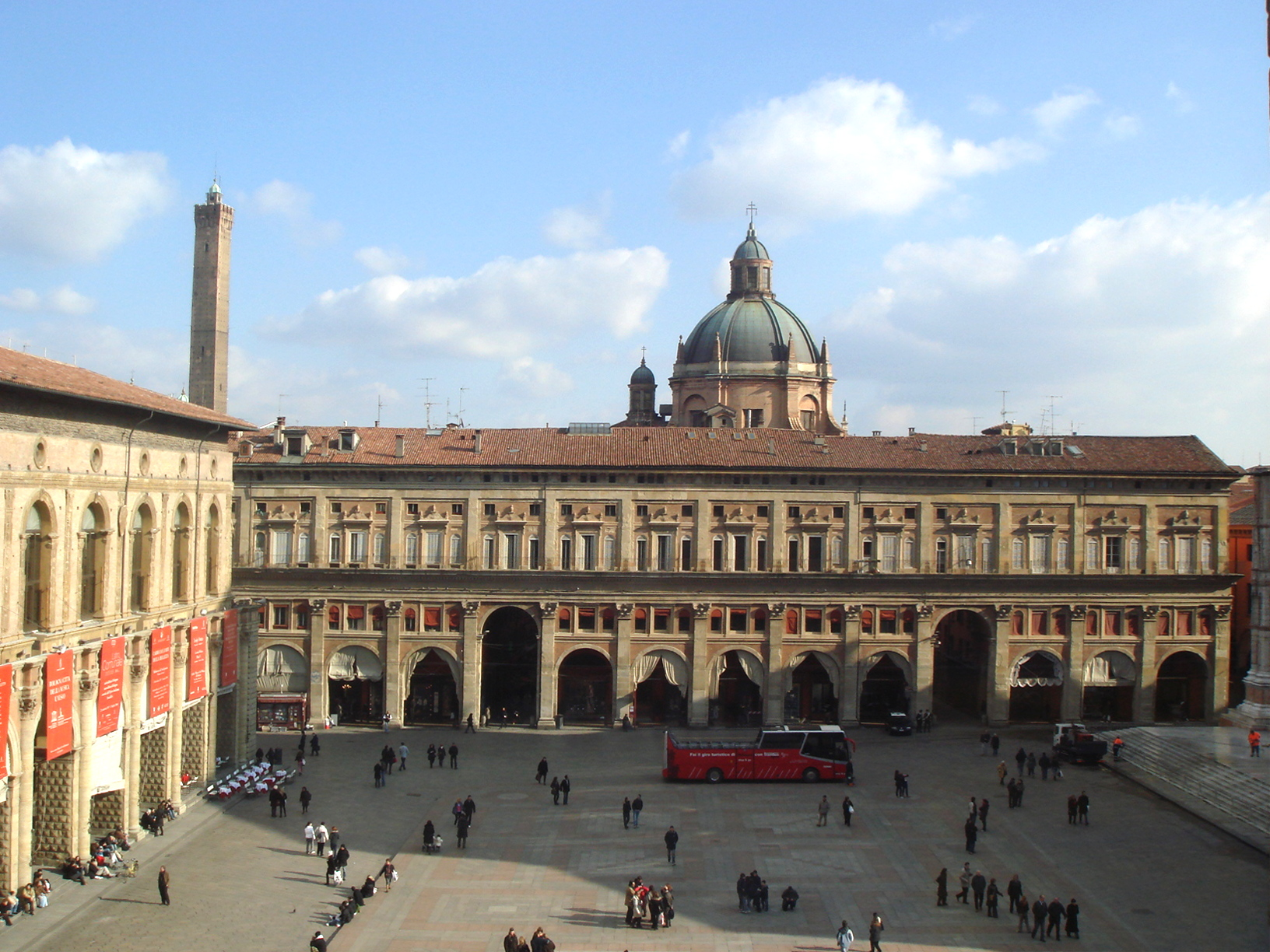

- Datos: Q1478440
- Multimedia: Palazzo dei Banchi (Bologna) / Q1478440